# ZERO (DEAD ENDのアルバム)
『ZERO』（ゼロ）は、DEAD END通算4枚目のアルバム。1989年9月21日発売。
2009年11月11日に3rdシングルの「GOOD MORNING SATELLITE」とそのカップリング曲「原始のかけら」を追加した『ZERO[+2]』がBlu-spec CDで発売された。初回版には「GOOD MORNING SATELLITE」のレプリカジャケットが封入されている。

## 解説
DEAD ENDの解散前最後のスタジオアルバムとなった。次作は再結成後の2009年リリースであり、およそ20年のブランクがある。

## 収録曲
1. I WANT YOUR LOVE　（4:14）
後にリリースされたベストアルバム2枚共に収録。
2. SLEEP IN THE SKY　（5:29）
3. BABY BLUE　（3:35）
4. SO SWEET SO LONELY　（5:09）
2ndシングル。
5. CRASH 49　（4:39）
6. TRICKSTER　（3:59）
7. HYPER DESIRE　（4:23）
8. PROMISED LAND　（4:24）
9. I SPY　（3:27）
10. I'M IN A COMA　（4:37）
2ndシングルのc/w曲。
11. SERAFINE　（5:39）
「I WANT YOUR LOVE」同様に、後にリリースされたベストアルバム2枚共に収録。
2007年に河村隆一がカヴァーアルバム『evergreen anniversary edition』でカヴァー。

### リイシュー盤ボーナス・トラック
1. GOOD MORNING SATELLITE　（4:35）
3rdシングル。また、F1ドライバーのミハエル・シューマッハのテーマ曲として使われていた時期がある。
2. 原始のかけら　（5:08）
3rdシングルのc/w。